# Larissa Nunes
Larissa Nascimento Nunes Silva, mais conhecida como Larissa Nunes (São Paulo, 13 de março de 1996), é uma atriz e cantora brasileira.

## Carreira
Nascida em São Paulo, Larissa começou aos 14 anos fazendo cursos livres e gratuitos de teatro. Teve uma infância onde começou a ler e escrever aos 4 anos e já tinha interesse pela arte e literatura. Criada pela mãe e avó, trabalhou em alguns empregos como atendente de banco, estoquista de livraria e auxiliar administrativo até se tornar atriz profissional.
Formada na Escola de Arte Dramática da Universidade de São Paulo, seu primeiro papel de destaque foi como Ivone Araújo, uma das protagonistas da série Coisa Mais Linda (2019-2020) da Netflix.
Em 2018 teve sua estreia no audiovisual participando da série original 3% na Netflix e passou a participar de curtas-metragens independentes. 
Em 2017 se lança na música independente paulista seu primeiro EP intitulado LARINU e passa a lançar alguns trabalhos autorais com artistas da cena hip hop paulistana. 
Concilia sua carreira de atriz e cantora com a dramaturgia, estreando em 2020 seu primeiro solo autoral "Cancelada", com direção de Nelson Baskerville. Em 2022 estreou como Cleusa na produção do Star+, O Rei da TV. E mesmo estreou em novelas como a romântica professora Letícia em Além da Ilusão, da Rede Globo. 
Em 2023 lançou a série indicada ao Emmy Internacional Anderson Spider Silva, biografia do campeão mundial Anderson Silva, atuando como sua esposa Dayane Silva, numa série original Paramount+. Na sequência deu a vida a Marina, uma das personagens principais da série do Disney+, "Vidas Bandidas", com direção de Gustavo Bonafé. Também estão previstas para 2025 a estreia da nova produção STAR para o Disney+ "Americana", onde interpreta a protagonista Sebastiana, uma jovem culta e esperta, que investiga o assassinato de um menino na cidade de Americana, São Paulo, no século XIX,  marcando a estreia de Larissa atuando em inglês numa co-produção internacional para Disney, a série documental “Jogo de Cena”, com direção de Toni Venturi, além da comédia para o HBO Max Clube Spelunca, dirigida por Silvio Guindane.
Em 2024 retornou aos palcos com o musical “Nossa História com Chico Buarque”, direção de Rafael Gomes. 
Ainda em 2024, Larissa integra ao elenco de Arcanjo Renegado, da Globoplay, interpretando a primeira dama do chefe do trafico da Maré, Danuza. Também no mesmo ano foi convidada a protagonizar ao lado de Denise Weinberg o novo longa-metragem de Sergio Rezende, Por Nossa Causa, com previsão de estreia para 2025.

## Filmografia
| Ano     | Título                | Personagem       | Notas                                                                  |
| ------- | --------------------- | ---------------- | ---------------------------------------------------------------------- |
| 2018–19 | 3%                    | Carmem           | dir. Jotagá Crema Episódio: "Névoa" Episódio: "Jardrone"               |
| 2019–20 | Coisa Mais Linda      | Ivone Araújo     | dir. Caito Ortiz, Júlia Resende e Hugo Prata                           |
| 2022    | Além da Ilusão        | Letícia Carvalho | dir. Luiz Henrique Rios                                                |
| 2022    | O Rei da TV           | Cleusa Soares    | dir. Marcus Baldini                                                    |
| 2023    | Anderson Spider Silva | Dayane Silva     | dir. Caito Ortiz                                                       |
| 2024    | Vidas Bandidas        | Marina           | dir. Gustavo Bonafé                                                    |
| 2025    | Americana             | Sebastiana       | dir. Maurilio Martins, Marcelo Cordeiro, Carol Rodrigues e Lu Baptista |
| 2025    | Clube Spelunca        | Ludmilla         | dir. Silvio Guindane                                                   |
| 2025    | Jogo de Cena          | Ela mesma        | dir. Toni Venturi e Val Gomes                                          |
| 2025    | Arcanjo Renegado 4    | Danuza           | dir. Lipe Binder, Lucas Villamarin e Fabio Strazzer                    |
| 2025    | Por Nossa Causa       | Nina             | dir. Sergio Rezende                                                    |

### Teatro
| Ano  | Título                                         | Direção                                 | Notas |
| ---- | ---------------------------------------------- | --------------------------------------- | ----- |
| 2015 | Doc. Educação                                  | Dir. Hercules Morais e Lee Taylor       |       |
| 2017 | Ringues Polifônicos                            | Dir. Silvana Garcia                     |       |
| 2017 | A Procura de Emprego                           | de Michel Vinaver - Dir. Silvana Garcia |       |
| 2018 | Cuidado com as Velhinhas Carentes e Solitárias | Dir. Isabel Setti                       |       |
| 2019 | Clandestinos, o Botequim Dançante              | Dir. Tiche Vianna                       |       |
| 2020 | Lugar Nenhum (Substituição)                    | Dir. Sérgio de Carvalho                 |       |
| 2020 | Cancelada, de Larissa Nunes                    | Dir. Nelson Baskerville                 |       |
| 2024 | Nossa História com Chico Buarque               | Dir. Rafael Gomes                       |       |

## Albuns
| Ano  | Título                                                      |
| ---- | ----------------------------------------------------------- |
| 2017 | LARINU EP                                                   |
| 2018 | Duas/Sábado (single)                                        |
| 2020 | Quando Ismália Enlouqueceu...uma mixtape de confinamento EP |
| 2024 | DELA                                                        |